# Kihniö
Kihniö là một đô thị của Phần Lan.
Đô thị này tọa lạc tại tỉnh Tây Phần Lan trong vùng Pirkanmaa. Đô thị này có dân số 2.408 (năm 2003) với diện tích là 390,36 km² trong đó có 32,81 là diện tích mặt nước. Mật độ dân số là 6.2 người trên mỗi km².
Đô thị này chỉ sử dụng tiếng Phần Lan.